# Wawrzynowate

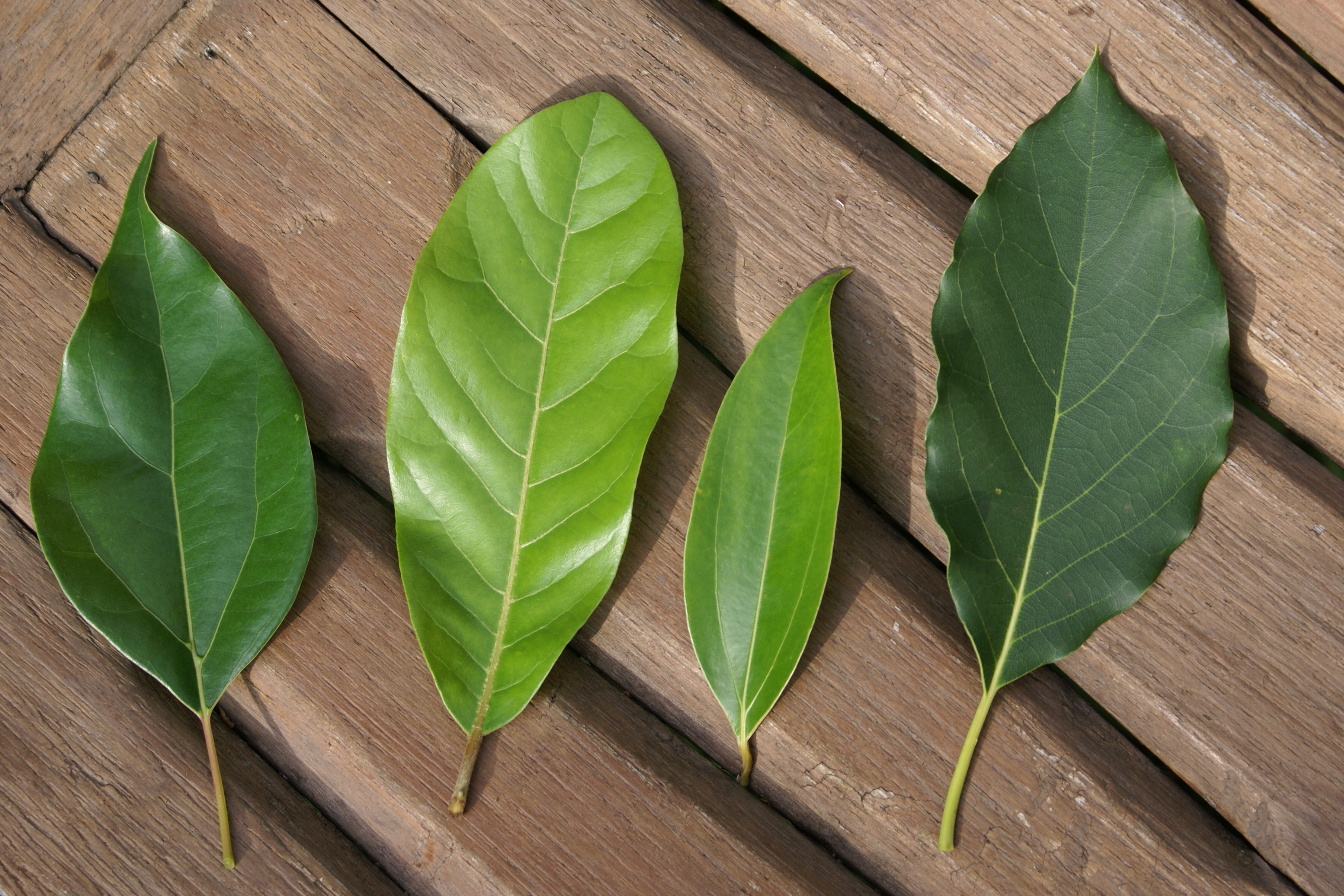
Od prawej 1. cynamonowiec kamforowy, 2. Litsea glutinosa, 3. cynamonowiec wonny, 4. smaczliwka wdzięczna

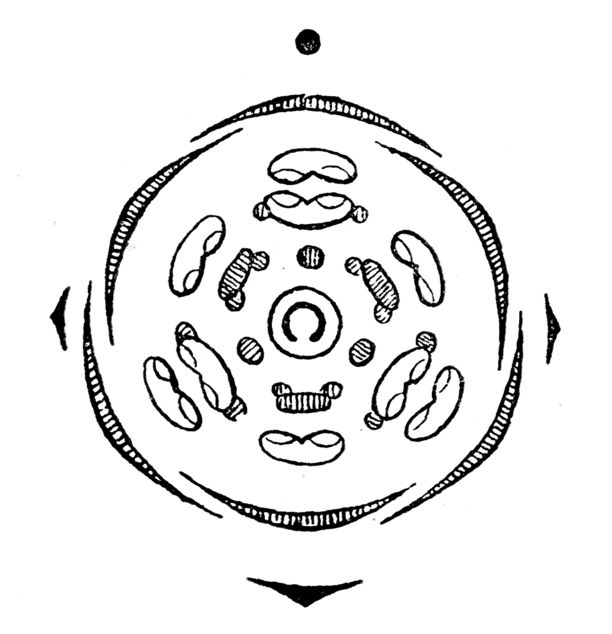
Narys kwiatowy Persea

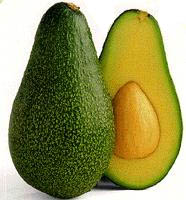
Owoc smaczliwki wdzięcznej (awokado)

Wawrzynowate, laurowate (Lauraceae Juss.) – rodzina głównie drzew i krzewów należąca do rzędu wawrzynowców (Laurales). Należy tu około 50 rodzajów i około 2850–3000 gatunków. Są to rośliny strefy tropikalnej i subtropikalnej, najbardziej zróżnicowane w Azji Południowo-Wschodniej i Ameryce Północnej. Najdalej od równika sięgają wschodniej Kanady, południowego Chile, Nowej Zelandii. We florze Polski brak przedstawicieli tej rodziny. W Europie rosną tylko w obszarze śródziemnomorskim. Rośliny te są istotnym składnikiem lasów równikowych i lasów twardolistnych.
Liczni przedstawiciele to ważne rośliny użytkowe. Owoców zwanych awokado dostarcza smaczliwka wdzięczna Persea americana, ale też i inne gatunki z tego rodzaju uprawiane są dla jadalnych owoców (P. leiogyna i P. schiedeana). Cynamonowiec cejloński Cinnamomum verum dostarcza przyprawy – cynamonu. Cynamonowiec kamforowy C. camphora dostarcza kamfory i olejku kamforowego. Wykorzystywane jako przyprawy i leczniczo są także inne gatunki z tego rodzaju. Z Brazylii pochodzą stosowane do pozyskiwania różnych olejków eterycznych i przypraw takie gatunki użytkowe jak Aniba rosaeodora, Dicypellium caryophyllatum i Ocotea odorifera. Skórzaste liście wawrzynu szlachetnego Laurus nobilis wykorzystywane są jako przyprawa o nazwie liść laurowy. Liście sasafrasu lekarskiego Sassafras albidum wykorzystywane są do celów kulinarnych i leczniczych. Liczne gatunki dostarczają cenionego drewna użytkowego, zwłaszcza Endiandra palmerstonii, Persea nanmu (drewno poszukiwane w Chinach jako surowiec do wyrobu trumien), przedstawiciele rodzajów Litsea i Ocotea, których część z powodu nadmiernego pozyskania z natury stało się gatunkami zagrożonymi. Rośliny z rodzajów wawrzyn Laurus i lindera Lindera sadzone są jako ozdobne.

## Morfologia
PokrójNiemal wyłącznie drzewa, także osiągające okazałe rozmiary, i krzewy. Wyjątkiem jest australijski rodzaj Cassytha do którego należą zielne, pasożytnicze pnącza owijające się wokół podpór i wytwarzające ssawki. Na ogół są to rośliny aromatyczne.
LiścieSkrętoległe (wyjątkowo naprzeciwległe lub okółkowe), skórzaste, niemal zawsze wiecznie zielone, całkowite, całobrzegie (tylko u sasafras klapowane), ogonkowe, bez przylistków. W blaszkach posiadają prześwitujące komórki wydzielnicze, w których zbierają się olejki eteryczne. Tylko u Cassytha liście zredukowane do łusek.
KwiatyNa ogół są drobne, żółtawe, zielonkawe lub białawe, promieniste, zwykle wonne, obupłciowe, rzadziej jednopłciowe (rośliny w takim wypadku jedno- lub dwupienne). Rzadko wyrastają pojedynczo, zwykle zebrane są kwiatostany wierzchotkowe i groniaste, często baldachokształtne, wsparte podsadkami. Listki okwiatu nie są zróżnicowane na kielich i koronę. W jednym okółku występują najczęściej trzy, rzadziej dwa lub cztery listki i takich okółków występuje różna liczba u różnych gatunków, najczęściej dwa, rzadziej trzy lub jeden. Czasem listki z różnych okółków różnią się wielkością. Pręcików zazwyczaj jest 9, rzadziej inna liczba od trzech do 26. Pręciki są wolne, podobnej długości, ustawione po trzy w okółkach. Rzadko wszystkie okółki są płodne i część, zwykle z górnego okółka wykształca się jako prątniczki. U podstawy części pręcików występują gruczołowate wyrostki. Pylniki otwierają się dwiema lub czterema bocznymi klapami. Słupkowie powstaje z trzech owocolistków, z których tylko jeden jest jednak płodny. Zalążnia jest położona górnie (dolna tylko u Hypodaphnis). Szyjka słupka wyraźna, zakończona znamieniem. W zalążni rozwija się pojedynczy, gruboośrodkowy zalążek.
OwoceMięsiste (rzadko niemięsiste) pestkowce i jagody, mniej lub bardziej osadzone w mięśniejącym dnie kwiatowym. Zawierają pojedyncze nasiono z dobrze rozwiniętym zarodkiem i okazałymi liścieniami, natomiast pozbawione są bielma.

## Systematyka
Rośliny z tej rodziny odgrywały istotną rolę we florze okresu kredy, przy czym szereg współczesnych rodzajów znanych jest też ze skamielin z tego okresu. Najstarsze skamieniałości mają około 100 milionów lat, a więc pochodzą z granicy dolnej i górnej kredy. We wszystkich istotnych systemach klasyfikacyjnych rodzina sytuowana jest w rzędzie wawrzynowców Laurales w obrębie podklasy Magnoliidae.
Rodzina jest tradycyjnie dzielona na dwie podrodziny: Cassythoideae (z rodzajem Cassytha) i Lauroideae obejmującą resztę przedstawicieli. W niektórych ujęciach wyodrębnia się Cassythaceae nawet jako odrębną rodzinę. Współcześnie jednak badania genetyczne wykazały, że kladem bazalnym w obrębie wawrzynowatych jest jedyny przedstawiciel tej rodziny ze słupkiem dolnym – Hypodaphnis zenkeri, wyodrębniany w efekcie w randze podrodziny Hypodaphnideae Reveal. Kolejna linia rozwojowa nazywana jest podrodziną Cryptocaryeae Nees i obejmuje 6 rodzajów (w tym np. Cryptocarya, Beilschmiedia, Endiandra). Dopiero kolejny klad tworzy Cassytha zagnieżdżona w efekcie mocno w głębi rodziny.
Pozycja systematyczna według APweb (aktualizowany system APG IV z 2016)
|  | Siparunaceae                                                                     |
|  |                                                                                  |
|  | \| \| Gomortegaceae \| \| \| \| \| \| oboczkowate Atherospermataceae \| \| \| \| |
|  |                                                                                  |
|  | Gomortegaceae                                                                    |
|  |                                                                                  |
|  | oboczkowate Atherospermataceae                                                   |
|  |                                                                                  |

|  | Gomortegaceae                  |
|  |                                |
|  | oboczkowate Atherospermataceae |
|  |                                |

|  | poleńcowate Monimiaceae                                                                |
|  |                                                                                        |
|  | \| \| hernandiowate Hernandiaceae \| \| \| \| \| \| wawrzynowate Lauraceae \| \| \| \| |
|  |                                                                                        |
|  | hernandiowate Hernandiaceae                                                            |
|  |                                                                                        |
|  | wawrzynowate Lauraceae                                                                 |
|  |                                                                                        |

|  | hernandiowate Hernandiaceae |
|  |                             |
|  | wawrzynowate Lauraceae      |
|  |                             |

|  | Siparunaceae                                                                     |
|  |                                                                                  |
|  | \| \| Gomortegaceae \| \| \| \| \| \| oboczkowate Atherospermataceae \| \| \| \| |
|  |                                                                                  |
|  | Gomortegaceae                                                                    |
|  |                                                                                  |
|  | oboczkowate Atherospermataceae                                                   |
|  |                                                                                  |

|  | Gomortegaceae                  |
|  |                                |
|  | oboczkowate Atherospermataceae |
|  |                                |

|  | poleńcowate Monimiaceae                                                                |
|  |                                                                                        |
|  | \| \| hernandiowate Hernandiaceae \| \| \| \| \| \| wawrzynowate Lauraceae \| \| \| \| |
|  |                                                                                        |
|  | hernandiowate Hernandiaceae                                                            |
|  |                                                                                        |
|  | wawrzynowate Lauraceae                                                                 |
|  |                                                                                        |

|  | hernandiowate Hernandiaceae |
|  |                             |
|  | wawrzynowate Lauraceae      |
|  |                             |

|  | Siparunaceae                                                                     |
|  |                                                                                  |
|  | \| \| Gomortegaceae \| \| \| \| \| \| oboczkowate Atherospermataceae \| \| \| \| |
|  |                                                                                  |
|  | Gomortegaceae                                                                    |
|  |                                                                                  |
|  | oboczkowate Atherospermataceae                                                   |
|  |                                                                                  |

|  | Gomortegaceae                  |
|  |                                |
|  | oboczkowate Atherospermataceae |
|  |                                |

|  | poleńcowate Monimiaceae                                                                |
|  |                                                                                        |
|  | \| \| hernandiowate Hernandiaceae \| \| \| \| \| \| wawrzynowate Lauraceae \| \| \| \| |
|  |                                                                                        |
|  | hernandiowate Hernandiaceae                                                            |
|  |                                                                                        |
|  | wawrzynowate Lauraceae                                                                 |
|  |                                                                                        |

|  | hernandiowate Hernandiaceae |
|  |                             |
|  | wawrzynowate Lauraceae      |
|  |                             |

|  | Siparunaceae                                                                     |
|  |                                                                                  |
|  | \| \| Gomortegaceae \| \| \| \| \| \| oboczkowate Atherospermataceae \| \| \| \| |
|  |                                                                                  |
|  | Gomortegaceae                                                                    |
|  |                                                                                  |
|  | oboczkowate Atherospermataceae                                                   |
|  |                                                                                  |

|  | Gomortegaceae                  |
|  |                                |
|  | oboczkowate Atherospermataceae |
|  |                                |

|  | poleńcowate Monimiaceae                                                                |
|  |                                                                                        |
|  | \| \| hernandiowate Hernandiaceae \| \| \| \| \| \| wawrzynowate Lauraceae \| \| \| \| |
|  |                                                                                        |
|  | hernandiowate Hernandiaceae                                                            |
|  |                                                                                        |
|  | wawrzynowate Lauraceae                                                                 |
|  |                                                                                        |

|  | hernandiowate Hernandiaceae |
|  |                             |
|  | wawrzynowate Lauraceae      |
|  |                             |

Wykaz rodzajów
- Actinodaphne Nees
- Aiouea Aublet
- Alseodaphne Nees
- Anaueria Kostermans
- Aniba Aublet
- Apollonias Nees
- Aspidostemon Rohwer & H. G. Richt.
- Beilschmiedia Nees
- Caryodaphnopsis Airy Shaw
- Cassytha L.
- Chlorocardium Rohwer et al.
- Cinnadenia Kostermans
- Cinnamomum Schaeff. – cynamonowiec
- Cryptocarya R. Brown
- Dahlgrenodendron J. J. M. van der Merwe & A. E. van Wyk
- Damburneya Rafinesque
- Dehaasia Blume
- Dicypellium Nees & Martius
- Dodecadenia Nees
- Endiandra R. Brown
- Endlicheria Nees
- Eusideroxylon Teijsmann & Binn.
- Hypodaphnis Stapf
- Kubitzkia van der Werff
- Laurus L. – wawrzyn
- Licaria Aublet
- Lindera Thunb. – lindera
- Litsea Lam.
- Mezilaurus Taub.
- Micropora J. D. Hooker
- Nectandra Rottb.
- Neocinnamomum H. Liu
- Neolitsea (Bentham) Merrill
- Nothaphoebe Blume
- Ocotea Aublet
- Paraia Rohwer et al.
- Parasassafras D. G. Long
- Persea Mill. – smaczliwka
- Phoebe Nees
- Phyllostemonodaphne Kostermans
- Pleurothyrium Nees
- Potameia Thouars
- Potoxylon Kostermans
- Povedadaphne W. C. Burger
- Rhodostemonodaphne Rohwer & Kubitzki
- Sassafras Nees – sasafras
- Sinosassafras H. W. Li
- Temmodaphne Kostermans
- Triadodaphne Kostermans
- Umbellularia (Nees) Nuttall
- Urbanodendron Mez
- Williamodendron Kubitzki & H. G. Richt.